# Силва, Тиагу (боец)
Тиа́гу А́ндерсон Ра́мус да Си́лва (порт.-браз. Thiago Anderson Ramos da Silva; род. 12 ноября 1982, Сан-Карлус, Сан-Паулу) — бразильский боец смешанного стиля, представитель полутяжёлой весовой категории. Выступает на профессиональном уровне начиная с 2005 года, известен по участию в турнирах таких бойцовских организаций как UFC, Pancrase, WSOF, ACB, действующий чемпион ACB в полутяжёлом весе.

## Биография
Тиагу Силва родился 12 ноября 1982 года в муниципалитете Сан-Карлус штата Сан-Паулу. Имел тяжёлое детство, рос в неблагополучном районе и уже в возрасте девяти лет вынужден был пойти на работу чистильщиком автозапчастей. С детства обладал крепким здоровьем, играл в футбол и баскетбол, учился в школе. В тринадцать лет из-за жестокости отца сбежал из дома и с тех пор больше никогда не видел ни мать, ни младшего брата. Жил в фавелах Сан-Паулу, ночевал у друзей, которые ненадолго позволяли ему оставаться у себя. Несмотря на работу в дневное время, ему всё же удалось окончить старшую школу. В возрасте восемнадцати лет начал серьёзно заниматься смешанными единоборствами, тренер позволил ему приходить в зал бесплатно в обмен на уборку всех помещений.

### Начало профессиональной карьеры
Дебютировал в ММА на профессиональном уровне в сентябре 2005 года, своего первого соперника победил техническим нокаутом во втором раунде. Дрался в различных малоизвестных бразильских промоушенах, таких как Predador FC, Arena Combat Cup, Shooto Brazil, Show Fight, Fury FC — во всех случаях неизменно выходил из поединков победителем. Первое по-настоящему серьёзное испытание выпало ему в ноябре 2006 года, когда за один вечер он одержал победу сразу над двумя соперниками, в том числе взял верх над соотечественником Витором Вианной.
В феврале 2007 года выступил в Японии на турнире организации Pancrase, где уже в первом раунде нокаутировал известного японского бойца Тацую Мидзуно.

### Ultimate Fighting Championship
Имея в послужном списке девять побед и ни одного поражения, Силва привлёк к себе внимание крупнейшей бойцовской организации мира Ultimate Fighting Championship, подписал с ней контракт и успешно дебютировал здесь, победив досрочно американца Джеймса Ирвина — уже в первом раунде в результате пропущенного тейкдауна тот повредил колено и не смог продолжить поединок. Далее победил нокаутом таких известных бойцов как Томаш Дрваль и Хьюстон Александр.
В 2008 году должен был встретиться в октагоне с Рашадом Эвансом, но того в итоге поставили против Чака Лидделла, а бразильцу дали в соперники новичка Антонио Мендеса, которого он легко победил в первом же раунде. В январе 2009 года встретился с таким же непобеждённым соотечественником Лиото Мачидой и потерпел первое в профессиональной карьере поражение, оказавшись в нокауте в результате одного единственного пропущенного удара в голову. Таким образом, прервалась его впечатляющая серия из тринадцати побед подряд. Был назначен бой против бывшего чемпиона UFC в полутяжёлом весе Форреста Гриффина, но президент организации Дэйна Уайт решил поставить того против многолетнего чемпиона в среднем весе Андерсона Силвы. При этом Тиагу Силва получил в соперники Кита Джардина и нокаутировал его серией ударов в первом же раунде. В январе 2009 года бразильский боец всё же подрался с Рашадом Эвансом, но победить не смог — большую часть времени Эванс контролировал происходящее в клетке за счёт своих борцовских навыков, и, несмотря на две успешные атаки Силвы в последнем раунде, все трое судей с одинаковым счётом 29-28 отдали победу американцу.
Силве предлагали бой против Тима Ботча, но из-за травмы спины он вынужден был отказаться и целый год не проводил поединков. В начале 2011 года он вернулся и вышел в октагон против Брэндона Веры, победив его единогласным решением судей. Тем не менее, Силва провалил послематчевый допинг-тест, подмешав в сданную пробу мочи некую примесь, маскирующую запрещённые вещества. Через некоторое время он раскаялся в содеянном, Атлетическая комиссия штата Невада дисквалифицировала его сроком на год, отменила результат боя с Верой, лишила его 25 % гонорара и назначила штраф в размере 20 тысяч долларов.
После окончания срока дисквалификации Тиагу Силва продолжил выступать в UFC и заменил травмировавшегося Антониу Рожериу Ногейру, выйдя на бой против шведского проспекта Александра Густафссона. Густафссон, обладая большим размахом рук, всё время держал Силву на дальней дистанции, в первом раунде свалил его сильным апперкотом и рассёк ему кожу на голове, победив единогласным судейским решением.
Планировался бой Тиагу Силвы против бывшего чемпиона UFC в полутяжёлом весе Маурисиу Руа, но травма не позволила ему принять участие в этом поединке. Его следующий бой состоялся в ноябре 2012 года, с помощью «треугольника руками» он заставил сдаться непобеждённого болгарского бойца Станислава Недкова, однако вскоре выяснилось, что он вновь провалил допинг-тест, на сей раз в его пробе обнаружили следы марихуаны — последовала шестимесячная дисквалификация, тогда как бой с Недковым был признан несостоявшимся.
В 2013 году Силва нокаутировал Рафаэла Кавалканти и победил единогласным решением судей Мэтта Хэмилла. Далее должен был встретиться с Овинсом Сен-Прё, но этому поединку не было суждено состояться — бразильца арестовали за нападение, драку и сопротивление сотрудникам полиции, в результате чего его контракт с UFC был разорван, а президент Дэйна Уайт сказал, что Силва «больше никогда не будет драться в UFC».

### Другие организации
Силве удалось уладить свои проблемы с законом, и в 2015 году он вернулся в бои — в четвертьфинале турнира WSOF потерпел поражение техническим нокаутом от Тедди Холдера. Дрался в различных менее престижных промоушенах, в том числе в январе 2017 года завоевал титул чемпиона российской бойцовской организации Absolute Championship Berkut.

## Статистика в профессиональном ММА
| Боёв 32         | Побед 21 | Поражений 9 |
| --------------- | -------- | ----------- |
| Нокаутом        | 14       | 4           |
| Сдачей          | 2        | 1           |
| Решением        | 5        | 4           |
| Не состоявшихся | 2        | 2           |

| Результат    | Рекорд   | Соперник               | Способ                    | Турнир                               | Дата             | Раунд | Время | Место                    | Примечание                                                                                                   |
| ------------ | -------- | ---------------------- | ------------------------- | ------------------------------------ | ---------------- | ----- | ----- | ------------------------ | --- |
| Поражение    | 21-9 (2) | Мартин Завада          | Единогласное решение      | KSW 49 Materla vs. Askham 2          | 18 мая 2019      | 3     | 5:00  | Гданьск, Польша          | |
| Поражение    | 21-8 (2) | Иван Штырков           | Сдача (рычаг локтя)       | Russian Cagefighting Championship 5  | 15 декабря 2018  | 1     | 2:20  | Екатеринбург, Россия     | |
| Победа       | 21-7 (2) | Джеймс Максуини        | Единогласное решение      | KSW 45 - The Return to Wembley       | 18 ноября 2018   | 3     | 5:00  | Лондон, Англия           | |
| Поражение    | 20-6 (2) | Михаил Колобегов       | Раздельное решение        | ACB 82 - Silva vs. Kolobegov         | 9 марта 2018     | 3     | 5:00  | Сан-Паулу, Бразилия      | |
| Победа       | 20-6 (2) | Даниэль Толедо         | TKO (Удары)               | ACB 74 - Agujev vs. Townsend         | 18 ноября 2017   | 2     | 4:29  | Вена, Австрия            | |
| Поражение    | 19-6 (2) | Батраз Агнаев          | TKO (удары руками)        | ACB 65                               | 22 июля 2017     | 2     | 3:34  | Шеффилд, Англия          | Лишился титула чемпиона ACB в полутяжёлом весе.                                                              |
| Победа       | 19-5 (2) | Джаред Торгесон        | Единогласное решение      | ACB 51                               | 13 января 2017   | 5     | 5:00  | Ирвайн, США              | Выиграл вакантный титул чемпиона ACB в полутяжёлом весе.                                                     |
| Победа       | 18-5 (2) | Сокуджу                | TKO (удары руками)        | F2N: Fight2Night                     | 4 ноября 2016    | 3     | 2:37  | Рио-де-Жанейро, Бразилия | |
| Победа       | 17-5 (2) | Став Экономоу          | Единогласное решение      | WFCA 17: Grand Prix Akhmat           | 9 апреля 2016    | 3     | 5:00  | Грозный, Россия          | |
| Поражение    | 16-5 (2) | Маркус Сурса           | TKO (удары руками)        | Gladiator MMA                        | 21 ноября 2015   | 2     | 2:00  | Сейнт-Чарльз, США        | |
| Поражение    | 16-4 (2) | Тедди Холдер           | TKO (удары руками)        | WSOF 19                              | 28 марта 2015    | 1     | 2:00  | Финикс, США              | Четвертьфинал турнира WSOF в полутяжёлом весе.                                                               |
| Победа       | 16-3 (2) | Мэтт Хэмилл            | Единогласное решение      | UFC Fight Night: Maia vs. Shields    | 9 октября 2013   | 3     | 5:00  | Баруэри, Бразилия        | Бой в промежуточном весе 208 lbs; Силва не сделал вес.                                                       |
| Победа       | 15-3 (2) | Рафаэл Кавалканти      | KO (удары руками)         | UFC on Fuel TV: Nogueira vs. Werdum  | 8 июня 2013      | 1     | 4:29  | Форталеза, Бразилия      | Лучший бой вечера; Лучший нокаут вечера.                                                                     |
| Не состоялся | 14-3 (2) | Станислав Недков       | NC (допинг)               | UFC on Fuel TV: Franklin vs. Le      | 10 ноября 2012   | 3     | 1:45  | Макао, Китай             | Выиграл сдачей, получив бонус за лучший приём вечера, но результат отменили из-за проваленного допинг-теста. |
| Поражение    | 14-3 (1) | Александр Густафссон   | Единогласное решение      | UFC on Fuel TV: Gustafsson vs. Silva | 14 апреля 2012   | 3     | 5:00  | Стокгольм, Швеция        | |
| Не состоялся | 14-2 (1) | Брендон Вера           | NC (допинг)               | UFC 125                              | 1 января 2011    | 3     | 5:00  | Лас-Вегас, США           | Выиграл единогласным решением, но результат отменили из-за проваленного допинг-теста.                        |
| Поражение    | 14-2     | Рашад Эванс            | Единогласное решение      | UFC 108                              | 2 января 2010    | 3     | 5:00  | Лас-Вегас, США           | |
| Победа       | 14-1     | Кит Джардин            | KO (удары руками)         | UFC 102                              | 29 августа 2009  | 1     | 1:35  | Портленд, США            | |
| Поражение    | 13-1     | Лиото Мачида           | KO (удары руками)         | UFC 94                               | 31 января 2009   | 1     | 4:59  | Лас-Вегас, США           | |
| Победа       | 13-0     | Антонио Мендес         | Сдача (удары руками)      | UFC 84                               | 24 мая 2008      | 1     | 2:24  | Лас-Вегас, США           | |
| Победа       | 12-0     | Хьюстон Александр      | KO (удары руками)         | UFC 78                               | 17 ноября 2007   | 1     | 3:25  | Ньюарк, США              | |
| Победа       | 11-0     | Томаш Дрваль           | TKO (удары руками)        | UFC 75                               | 8 сентября 2007  | 2     | 4:23  | Лондон, Англия           | |
| Победа       | 10-0     | Джеймс Ирвин           | TKO (травма колена)       | UFC 71                               | 26 мая 2007      | 1     | 1:06  | Лас-Вегас, США           | Дебют в UFC.                                                                                                 |
| Победа       | 9-0      | Тацуя Мидзуно          | KO (соккер-кик)           | Pancrase: Rising 2                   | 28 февраля 2007  | 1     | 4:29  | Токио, Япония            | |
| Победа       | 8-0      | Витор Вианна           | TKO (травма руки)         | Fury FC 2: Final Combat              | 30 ноября 2006   | 1     | 1:50  | Сан-Паулу, Бразилия      | Выиграл гран-при Fury FC 2.                                                                                  |
| Победа       | 7-0      | Клаудиу Годой          | KO (удары руками)         | Fury FC 2: Final Combat              | 30 ноября 2006   | 1     | 2:06  | Сан-Паулу, Бразилия      | Полуфинал гран-при Fury FC 2.                                                                                |
| Победа       | 6-0      | Дино Пезан             | TKO (удары руками)        | Show Fight 5                         | 9 ноября 2006    | 1     | 4:34  | Сан-Паулу, Бразилия      | |
| Победа       | 5-0      | Дейв Далглиш           | Сдача (скручивание пятки) | Fury Fighting Championship 1         | 27 сентября 2006 | 1     | 1:05  | Сан-Паулу, Бразилия      | |
| Победа       | 4-0      | Клаудиу Годой          | Единогласное решение      | Show Fight 4                         | 6 апреля 2006    | 3     | 5:00  | Сан-Паулу, Бразилия      | |
| Победа       | 3-0      | Родригу Грипп ди Соуза | TKO (остановлен врачом)   | Shooto: Brazil 9                     | 3 декабря 2005   | 2     | 1:14  | Сан-Паулу, Бразилия      | |
| Победа       | 2-0      | Флавиу Полонис         | KO (удар рукой)           | Arena Combat Cup 2                   | 5 ноября 2005    | 1     | 3:39  | Сан-Паулу, Бразилия      | |
| Победа       | 1-0      | Рубенс Ксавье          | TKO (удары)               | Predador FC 1                        | 10 сентября 2005 | 2     | 4:17  | Сан-Паулу, Бразилия      | |